# Pablo Álvarez Valeira
Pour les articles homonymes, voir Pablo Álvarez et Álvarez.
Pablo Sebastián Álvarez est un footballeur argentin, né le 17 avril 1984 à General San Martín. Il évolue au poste d'arrière latéral.

## Palmarès
- Boca Juniors
  - Vainqueur du Tournoi d'Ouverture d'Argentine en 2003.
  - Vainqueur de la Copa Sudamericana en 2004.

- Estudiantes de La Plata
  - Vainqueur du Tournoi d'Ouverture d'Argentine en 2006.